# Skäggen

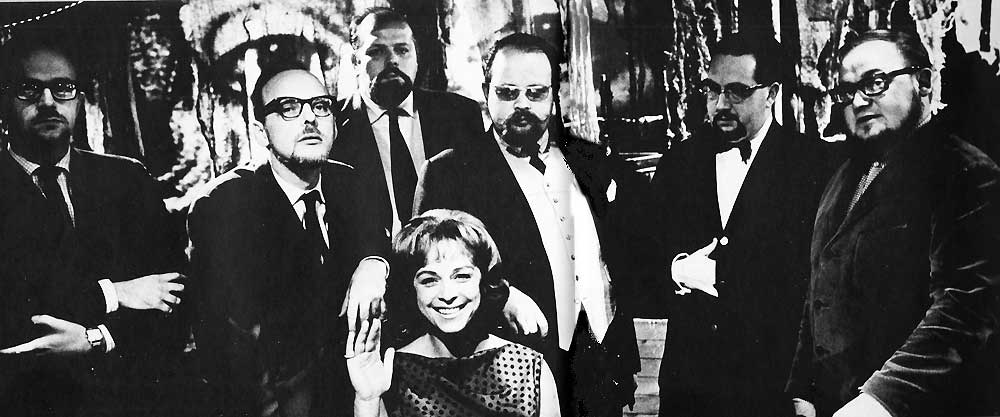
Skäggen uppradade. Från vänster:
Lasse O'Månsson, Edvard Matz, Beppe Wolgers, Åke Söderqvist, Jan-Öjvind Swahn och Yngve Gamlin samt längst fram Gunnel Broström.

Skäggen var i folkmun benämningen på ett humorprogram, sänt i fem avsnitt i Sveriges Television med start 3 november 1963. Programmet var för sin tid tämligen djärvt och gav upphov till den dittills värsta tittarstormen i svensk televisionshistoria, en tittarstorm som varade i flera veckor. Det var i den man började använda det kollektiva öknamnet "skäggen" på de medverkande sex herrarna.

## Bakgrund
De fem avsnitten hette egentligen Fasad, Segment, Modul, Relief och Fundament. Miljön i programmet var ett mötesrum. Ramhandlingen var att de medverkande skulle ta fram ett ”relativt aktuellt underhållningsprogram” med titeln Betong. Under mötena framlades idéer och visades sketcher med exempel på vad programmet kanske skulle innehålla, idéer som nästan undantagslöst förkastades. Sista avsnittet, "Fundament", sändes den 8 december 1963.
Efter att (spelade) uppretade tittare stormat studion och kastat tårtor på redaktionen i tredje avsnittet flyttades miljön till ett bergrum. Det som chockerade folk var bland annat att man i första avsnittet förklarade att Gustav II Adolf med tiden inte blev ”tämligen fet” som det stått i skolböckerna utan ”tämligen feg”. Herrarna sade runda ord, munhöggs, rapade, rökte och ”spolade” dumma idéer. Allt detta ansågs bryta mot den goda smaken, åtminstone i vissa insändarskribenters ögon. På grund av en skådespelarstrejk avbröts serien och återupptogs sedan inte trots att de inledningsvis upprörda känslorna lugnat sig något. Programmets respektlösa och anarkistiska stil hade brutit mot det städade tilltal som vid denna tid var självklart i tv, och liksom Mosebacke Monarki och Monty Python's Flying Circus använde det sig av dramaturgiska grepp som bröt sönder eller blandade mönstren för olika slags underhållning och vände ut och in på mediets konventioner.
I december 1963 samarbetade skäggen för sista gången med några scenföreställningar i samma stil, Du grabbar, på Berns, som också spelades in och gavs ut på EP-skiva. Deras orkester hette Play Boys.

## Tittarstormen
- Reaktioner på Fasad: "Hur vågar ni driva med svenska folket på det här sättet? Tror ni att vi är idioter? Ovårdade är dom!"
- Reaktioner på Modul: "Smaklöst! Okulturellt! Dåligt! Ni driver ju med heliga ting..."
- Reaktioner på Relief: "Våra barn får dåliga vanor av er! Hur vågar ni vandalisera den ryska nationalsången?"
- Reaktioner på Fundament: "Skandal! Lymlar, idioter!" [2]

## Medverkande
- Åke Söderqvist
- Yngve Gamlin
- Beppe Wolgers
- Lasse O'Månsson
- Jan-Öjvind Swahn
- Edvard Matz
- Gunnel Broström
- Karl Haskel, producent